# HMS Auckland (L61)
«Окленд» (англ. HMS Auckland (L61) — військовий корабель, шлюп типу «Ігрет» Королівського військово-морського флоту Великої Британії за часів Другої світової війни.

## Історія створення
Шлюп «Окленд» був закладений 16 червня 1937 року на верфі компанії «William Denny and Brothers» в Дамбартоні під назвою «HMS Heron», але перейменований в процесі будівництва. Спущений на воду 30 червня 1938 року, вступив у стрій 16 листопада того ж року.

## Історія служби
Після вступу у стрій шлюп «Окленд» ніс службу на Африканській станції, прибувши до Саймонстауна 17 лютого 1939 року. З початком війни патрулював навколишні води. У листопаді 1939 року, супроводжуючи конвой SLF-9, прибув до Фрітауна, пізніше до метрополії. З 1 січня 1940 року у складі ескортних сил Розайта супроводжував конвої біля східного узбережжя Великої Британії.
У квітні 1940 року «Окленд» брав участь в Норвезькій кампанії, у травні переведений в Червоне море. На початку 1941 року пройшов ремонт в Бомбеї, після чого продовжував супроводжувати конвої в Червоному морі. 8 квітня 1941 року прибув до Александїі та діяв біля узбережжя Лівії.
24 червня 1941 року шлюп «Окленд» був потоплений пікіруючими бомбардувальниками Ju 87 поблизу Тобрука. Зі 198 членів екіпажу 36 загинули, 162 були врятовані шлюпом «Парраматта».